# Guindrecourt-sur-Blaise
Guindrecourt-sur-Blaise is een gemeente in het Franse departement Haute-Marne (regio Grand Est) en telt 44 inwoners (2009). De plaats maakt deel uit van het arrondissement Chaumont.

## Geografie
De oppervlakte van Guindrecourt-sur-Blaise bedraagt 5,3 km², de bevolkingsdichtheid is dus 8,3 inwoners per km².
De onderstaande kaart toont de ligging van Guindrecourt-sur-Blaise met de belangrijkste infrastructuur en aangrenzende gemeenten.

## Demografie
Onderstaande figuur toont het verloop van het inwonertal (bron: INSEE-tellingen).